# Matthew Quick
Matthew Quick (Camden, 23 ottobre 1973) è uno scrittore statunitense.
Il suo primo romanzo, L'orlo argenteo delle nuvole, è diventato un bestseller in breve tempo ed è stato adattato nell'omonimo film con Bradley Cooper e Jennifer Lawrence.

## Biografia
Matthew Quick ha vissuto per i suoi primi anni di vita a Filadelfia, ma è cresciuto a Oaklin, nel New Jersey. Dopo aver finito il liceo nel 1992 va a studiare letteratura inglese alla La Salle University, dove si laurea nel 1996, e per molti anni ha insegnato letteratura in un liceo di Haddonfield, nel New Jersey. Nel 2004 ha smesso di insegnare per dedicarsi alla scrittura a tempo pieno. Nel 2008 viene pubblicato il suo primo romanzo, che venne tradotto in oltre 30 lingue e adattato in un film.
Nel 2013 riceve un dottorato onorario nella sua alma mater, La Salle, e nello stesso anno il TIME lo nomina tra le 100 persone più influenti del 2013. Attualmente vive negli Outer Banks, nella Carolina del Nord, assieme alla moglie, la scrittrice e pianista Alicia Bessette.

## Opere
- L'orlo argenteo delle nuvole (The Silver Linings Playbook, 2008)
- Sorta Like a Rockstar (2010)
- Boy21 (2012)
- Perdonami, Leonard Peacock (Forgive Me, Leonard Peacock, 2013)
- The Good Luck of Right Now (2014)
- Love May Fail (2015)
- La nobile arte del mollare tutto'' (Every Exquisite Thing, 2016)